# Ivan Rakitić
Ivan Rakitić (Rheinfelden, 10 maart 1988) is een Kroatisch-Zwitsers voormalig voetballer die als middenvelder speelde. Rakitić was van 2007 tot 2020 international in het Kroatisch voetbalelftal, waarvoor hij 106 interlands speelde en vijftien keer scoorde.

## Clubcarrière

### Jeugd
Rakitić werd op 10 maart 1988 geboren in de Zwitserse gemeente Rheinfelden. Zijn vader Luka is een Kroaat die afkomstig is uit Sikirevci en zijn moeder is een Bosnische Kroaat uit Žepče. Op jonge leeftijd sloot Ivan zich aan bij het plaatselijke FC Möhlin-Riburg. Na enkele jaren maakte hij de overstap naar de jeugdopleiding van FC Basel.

### FC Basel
Op 29 september 2005 maakte Rakitić zijn officieel debuut voor FC Basel. Hij mocht toen van coach Christian Gross in de UEFA Cup meespelen tegen Široki Brijeg. Op 15 april 2006 volgde zijn debuut in de Zwitserse Super League.
In het seizoen 2006/07 groeide de Kroatische Zwitser uit tot een vaste waarde in het team van trainer Gross. In 33 competitiewedstrijden was hij goed voor elf doelpunten, waaronder een treffer tegen FC St. Gallen die in Zwitserland werd uitgeroepen tot mooiste doelpunt van het jaar. Op 28 mei 2007 veroverde Basel de beker na een 1-0 zege tegen FC Luzern. Rakitić startte in de finale in de basis, maar werd na 75 minuten vervangen door Mile Sterjovski. Na afloop van het seizoen werd Rakitić verkozen tot beste jongere in de Super League.

### Schalke 04

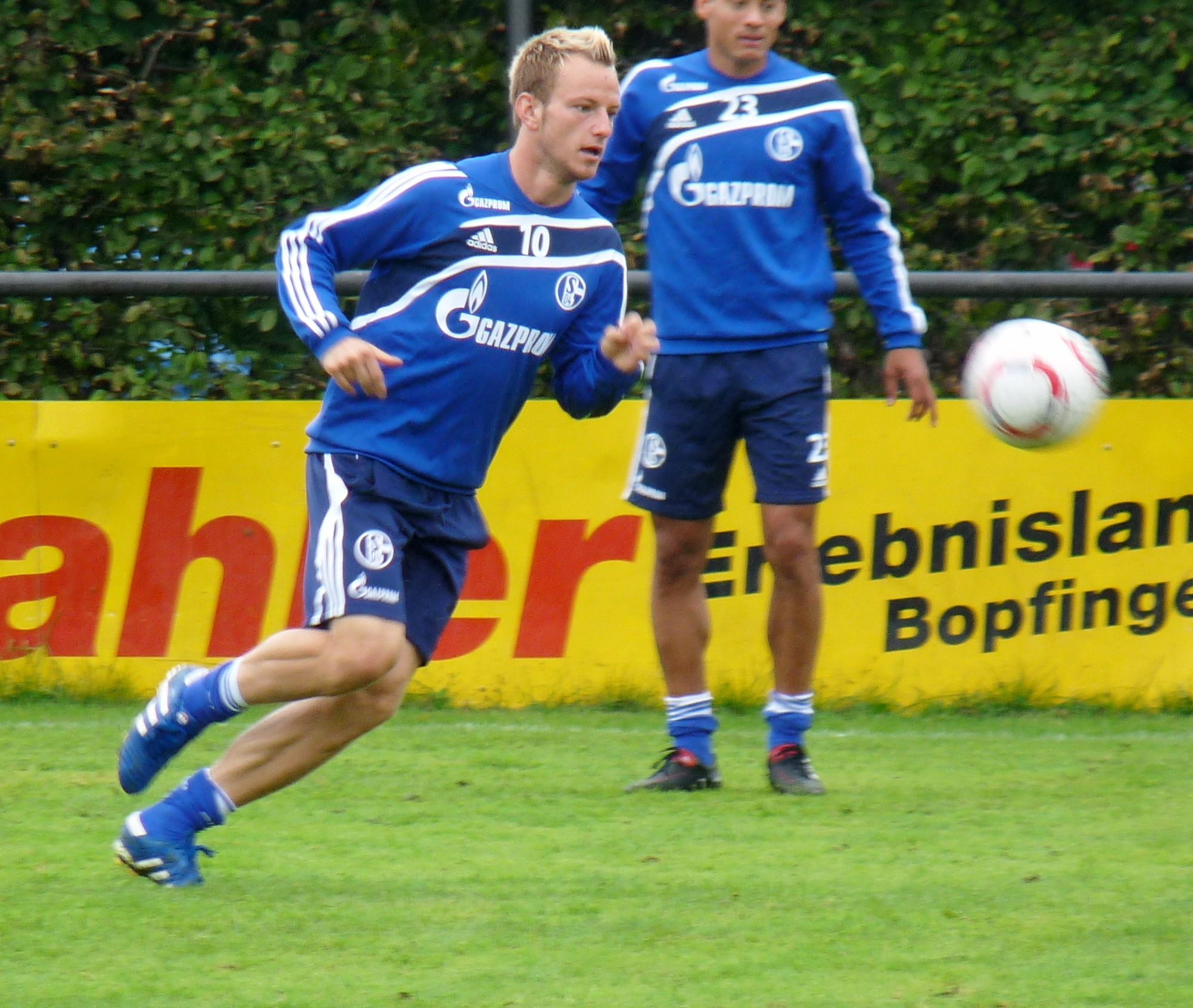
Rakitić tijdens een training van Schalke (2010).

Zijn doorbraak bij Basel ging niet onopgemerkt voorbij en leverde hem op 22 juni 2007 een transfer op naar FC Schalke 04. De toenmalige vicekampioen van Duitsland betaalde zo'n €5 miljoen voor de middenvelder die werd binnengehaald als de opvolger van de Braziliaan Lincoln.
Een maand later maakte Rakitić in de Ligapokal zijn debuut in het shirt van Schalke. Onder de Duitse coach Mirko Slomka werd hij meteen een vaste waarde. De Kroaat greep in zijn eerste seizoen in Gelsenkirchen net naast de Ligapokal; in de finale verloor Schalke met het kleinste verschil van Bayern München.
Op 10 augustus 2007 debuteerde de Kroaat in de Bundesliga. Hij mocht toen invallen tegen VfB Stuttgart en was meteen goed voor een doelpunt. Ook in de UEFA Champions League maakte de middenvelder indruk, hoewel hij net als ploeggenoot Mladen Krstajić even uit de kern werd gezet na een avondje stappen. Schalke bereikte voor het eerst de finale van de kwartfinale van het kampioenenbal, waarin het uiteindelijk werd uitgeschakeld door FC Barcelona.
Onder Slomka's opvolger Fred Rutten belandde Rakitić regelmatig op de bank. De supporters namen het team op de korrel en spelers als Orlando Engelaar, Kevin Kuranyi en Rakitić werden uitgefloten. Na het ontslag van Rutten in maart 2009 trok de club Felix Magath aan als nieuwe coach. In het seizoen 2009/10 bereikte Rakitić opnieuw zijn beste vorm. In 29 duels scoorde hij zeven keer. Zo loodste hij in februari 2010 zijn elftal voorbij Borussia Dortmund met een geplaatste schot in de kruising. Schalke sloot het seizoen af als vicekampioen.

### Sevilla

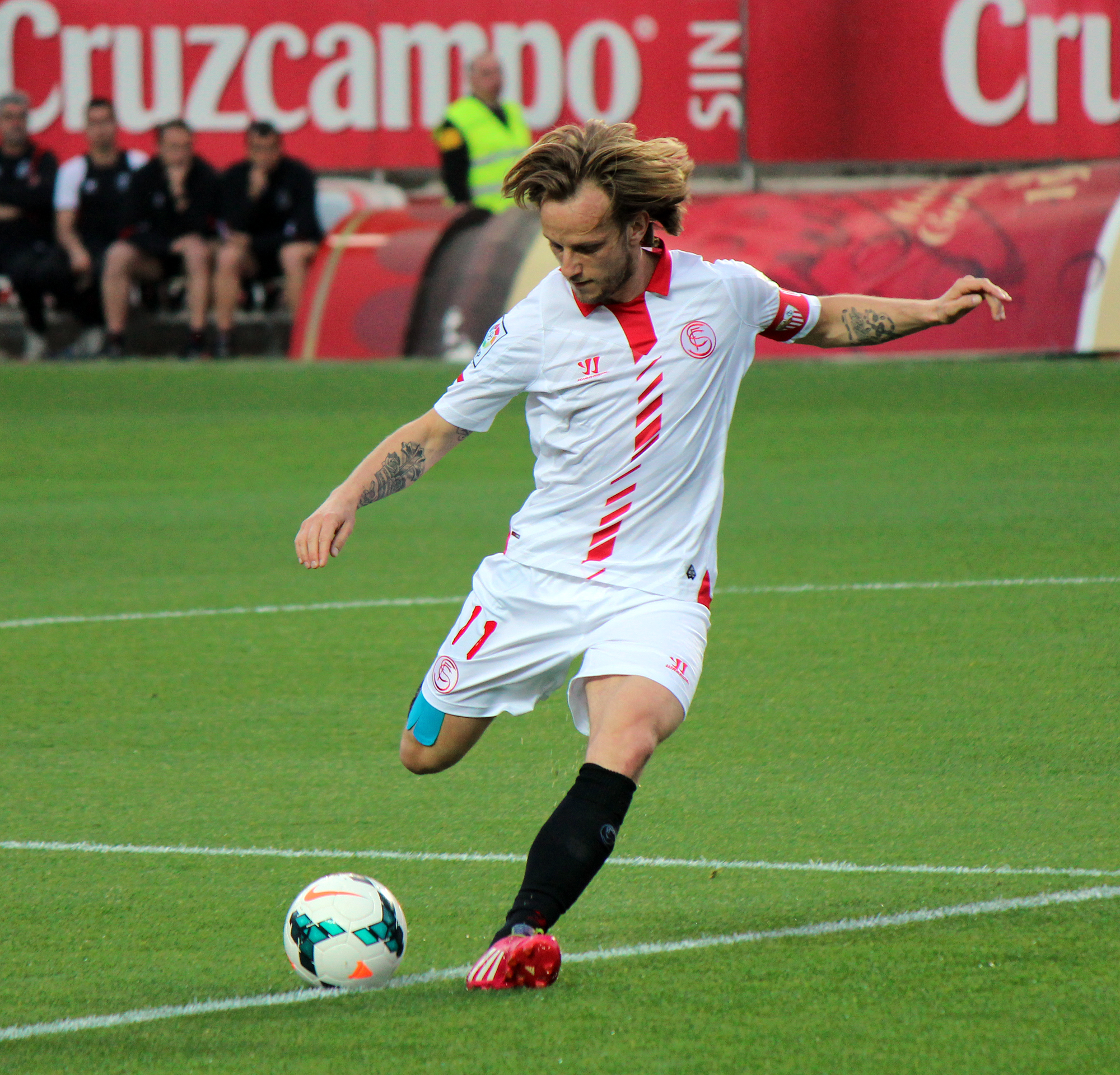
Rakitić in het shirt van Sevilla (2014).

Aan het einde van de wintertransferperiode van het seizoen 2010/11 ruilde de middenvelder Schalke 04 in voor Sevilla. De Spaanse club betaalde €1,5 miljoen voor de Kroaat wiens contract bij Schalke afliep na het seizoen 2010/11.
Rakitić werd meteen een titularis bij Sevilla, dat na zijn komst beslag nam op de vijfde plaats in de Primera División en zich zo plaatste voor de voorrondes van UEFA Europa League. In de zomer van 2011 werd trainer Gregorio Manzano vervangen door zijn landgenoot Marcelino. Rakitić, die onder Manzano als centrale middenvelder werd uitgespeeld, werd door Marcelino omgevormd tot een defensieve middenvelder. Na de positiewissel wist de Kroaat niet meer te scoren in de Primera División. Marcelino werd in februari 2012 aan de kant gezet en opgevolgd door oud-international Míchel.
Na de komst van coach Unai Emery in januari 2013 werd Rakitić als spelverdeler van Sevilla een van de smaakmakers in de Spaanse competitie. Voor het seizoen 2013/14 werd de Kroaat gepromoveerd tot aanvoerder van het elftal. Sevilla mocht dat seizoen dankzij de financiële problemen van Málaga en omdat Rayo Vallecano niet aan de UEFA-voorwaarden voldeed opnieuw deelnemen aan de Europa League. Rakitić loodste zijn team voorbij onder meer SC Freiburg, FC Porto en Valencia naar de finale. In die finale won Sevilla na strafschoppen van Benfica en werd Rakitić verkozen tot man van de wedstrijd.

### FC Barcelona
Op 11 juni 2014 maakte Rakitić bekend dat hij naar FC Barcelona verhuisde. Begin augustus 2014 debuteerde Rakitić voor Barcelona FC. Rakitić speelde zijn eerste minuten voor Barcelona FC samen met de andere Kroatische voetballer bij Barcelona FC, Alen Halilović. De eerste wedstrijd van de voormalige captain van Sevilla eindigde in een 1-1 tegen OGC Nice. OGC Nice maakte de 1-0 twintig minuten voor rust door een goal van de Argentijns-Kroatische Darío Cvitanich, waarna Luis Enrique besloot om het Kroatische duo in te brengen na de rust. De tweede goal van de wedstrijd en de eerste goal van Rakitić in het tenue van Barcelona FC viel in de vierde Spaanse speelronde tegen Levante UD op 21 september 2014. Zes dagen later scoorde naast Lionel Messi en Neymar ook Rakitić in de 6-0 overwinning voor Barcelona FC. De Catalanen wonnen thuis van Granada CF mede dankzij de tweede treffer van de wedstrijd van de Kroatische middenvelder. Op 6 juni 2015 won Rakitić de UEFA Champions League. Hij scoorde na 4 minuten de 1-0 tegen Juventus in de finale op aangeven van Andrés Iniesta. Het werd uiteindelijk 3-1 voor Barcelona. Na vijf seizoenen veel speeltijd te hebben gekregen bij Barcelona, kreeg hij in seizoen 2019/20, onder andere door concurrentie van Frenkie de Jong, veel minder speeltijd.

### Terugkeer bij Sevilla
Op 1 september 2020 werd bekendgemaakt dat Rakitić met een vierjarig contract terugkeerde bij Sevilla. Sevilla betaalde €1,5 miljoen met een eventuele bonus van €7,5 miljoen voor hem aan FC Barcelona.

### Al-Shabab
Op 30 januari 2024 vertrok Rakitić transfervrij naar het Saoedische Al-Shabab, waar hij een contract voor anderhalf jaar tekende.

### Hajduk Split
Op 20 juli 2024 kondigde Rakitic zijn vertrek bij Al Shabab aan, om zich aan te sluiten bij Hajduk Split op transfervrije basis. 
Op 21 juli bevestigde Hajduk de transfer, wat leidde tot een groots onthaal door de fans van Hajduk bij zijn aankomst. 

## Clubstatistieken
| Club         | Seizoen | Super League | Super League | Schweizer Cup | Schweizer Cup | Europa¹ | Europa¹ | Andere² | Andere² | Totaal | Totaal |
| Club         | Seizoen | Wed          | Goals        | Wed           | Goals         | Wed     | Goals   | Wed     | Goals   | Wed    | Goals  |
| ------------ | ------- | ------------ | ------------ | ------------- | ------------- | ------- | ------- | ------- | ------- | ------ | ------ |
| FC Basel     | 2005-06 | 1            | 0            | 1             | 0             | 1       | 0       | 0       | 0       | 3      | 0      |
| FC Basel     | 2006-07 | 33           | 11           | 4             | 0             | 9       | 0       | 0       | 0       | 46     | 11     |
| Club         | Seizoen | Bundesliga   | Bundesliga   | DFB-Pokal     | DFB-Pokal     | Europa¹ | Europa¹ | Andere² | Andere² | Totaal | Totaal |
| Club         | Seizoen | Wed          | Goals        | Wed           | Goals         | Wed     | Goals   | Wed     | Goals   | Wed    | Goals  |
| Schalke 04   | 2007-08 | 29           | 3            | 3             | 1             | 7       | 0       | 3       | 0       | 42     | 4      |
| Schalke 04   | 2008-09 | 23           | 1            | 4             | 1             | 7       | 1       | 0       | 0       | 34     | 3      |
| Schalke 04   | 2009-10 | 29           | 6            | 4             | 0             | 0       | 0       | 0       | 0       | 33     | 6      |
| Schalke 04   | 2010-11 | 16           | 1            | 4             | 1             | 5       | 0       | 1       | 0       | 26     | 2      |
| Club         | Seizoen | La Liga      | La Liga      | Copa del Rey  | Copa del Rey  | Europa¹ | Europa¹ | Andere² | Andere² | Totaal | Totaal |
| Club         | Seizoen | Wed          | Goals        | Wed           | Goals         | Wed     | Goals   | Wed     | Goals   | Wed    | Goals  |
| Sevilla      | 2010-11 | 13           | 5            | 1             | 0             | 2       | 0       | 0       | 0       | 16     | 5      |
| Sevilla      | 2011-12 | 36           | 0            | 3             | 1             | 0       | 0       | 0       | 0       | 39     | 1      |
| Sevilla      | 2012-13 | 34           | 8            | 8             | 3             | 0       | 0       | 0       | 0       | 42     | 11     |
| Sevilla      | 2013-14 | 34           | 12           | 0             | 0             | 18      | 3       | 0       | 0       | 52     | 15     |
| FC Barcelona | 2014-15 | 32           | 5            | 7             | 1             | 12      | 2       | 0       | 0       | 51     | 8      |
| FC Barcelona | 2015-16 | 36           | 7            | 6             | 0             | 10      | 2       | 3       | 0       | 50     | 9      |
| FC Barcelona | 2016-17 | 32           | 8            | 8             | 1             | 9       | 0       | 2       | 0       | 51     | 9      |
| FC Barcelona | 2017-18 | 35           | 1            | 8             | 2             | 10      | 1       | 2       | 0       | 55     | 4      |
| FC Barcelona | 2018-19 | 34           | 3            | 7             | 1             | 12      | 1       | 1       | 0       | 54     | 5      |
| FC Barcelona | 2019-20 | 21           | 0            | 3             | 0             | 6       | 0       | 1       | 0       | 31     | 0      |
| Totaal       |         | 438          | 72           | 71            | 12            | 108     | 10      | 13      | 0       | 630    | 94     |

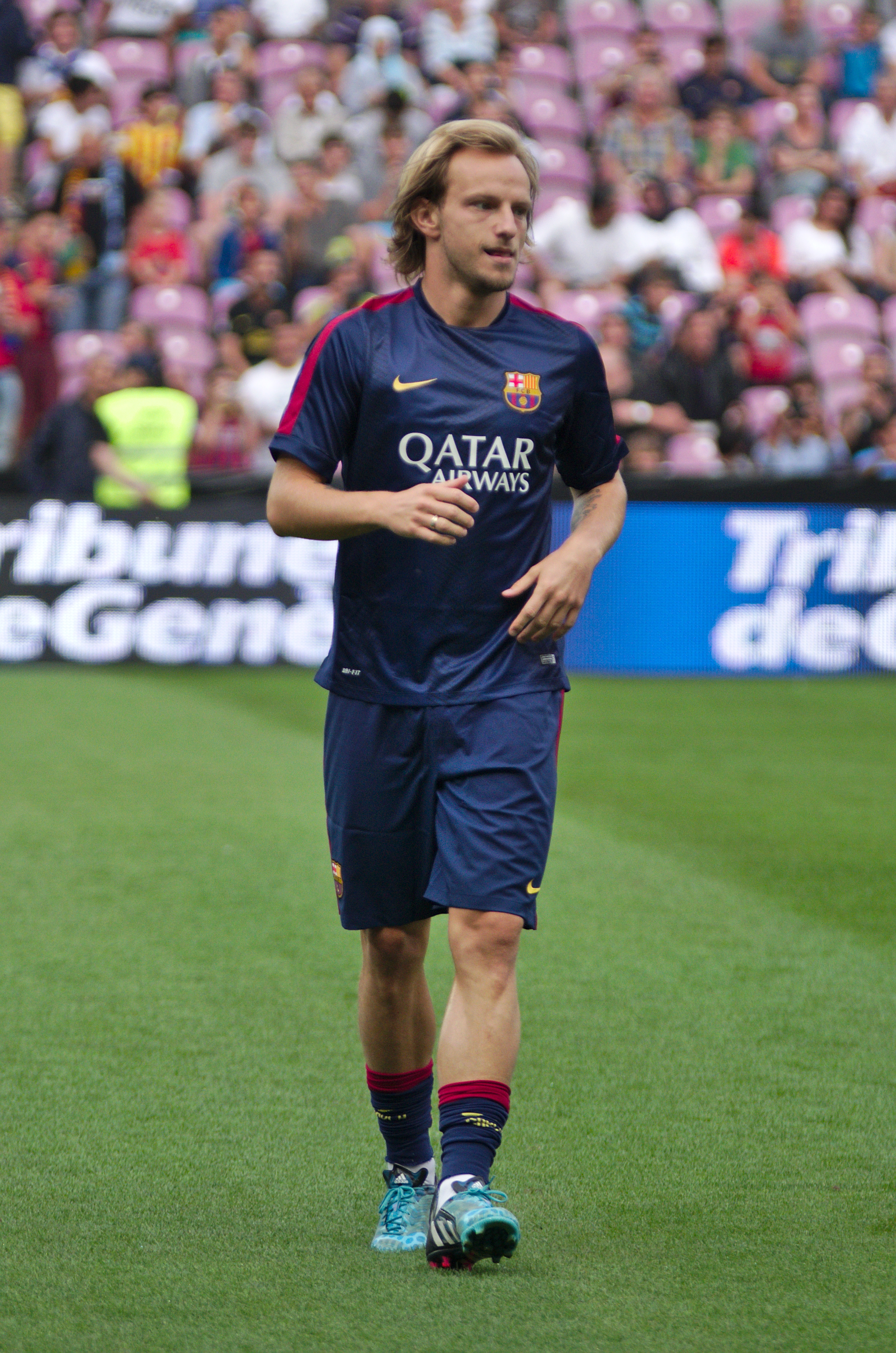
Rakitić tijdens een warming-up met FC Barcelona.

¹ Wedstrijden van de UEFA Europa League (voorheen: UEFA Cup) en/of UEFA Champions League.

² Wedstrijden van de nationale Supercup, Ligabeker en UEFA Supercup.

## Interlandcarrière
Hoewel hij in Zwitserland geboren werd, voor verscheidene Zwitserse jeugdselecties in actie kwam en ook voor het voetbalelftal van Bosnië en Herzegovina kon kiezen, opteerde Rakitić in 2007 voor de nationale ploeg van Kroatië. Op 8 september 2007 maakte hij in een EK-kwalificatieduel duel tegen Estland zijn debuut als Kroatisch international.

### EK 2008
In 2008 selecteerde bondscoach Slaven Bilić de middenvelder voor het EK in Oostenrijk en Zwitserland. Rakitić, toen nog een speler van Schalke, kreeg het rugnummer 7 en werd in de groepsfase twee keer ingeschakeld als linkermiddenvelder. Kroatië werd eerste in groep B, voor Duitsland, Polen en gastland Oostenrijk. In de volgende ronde werden Rakitić en zijn landgenoten na strafschoppen uitgeschakeld door Turkije.

### EK 2012

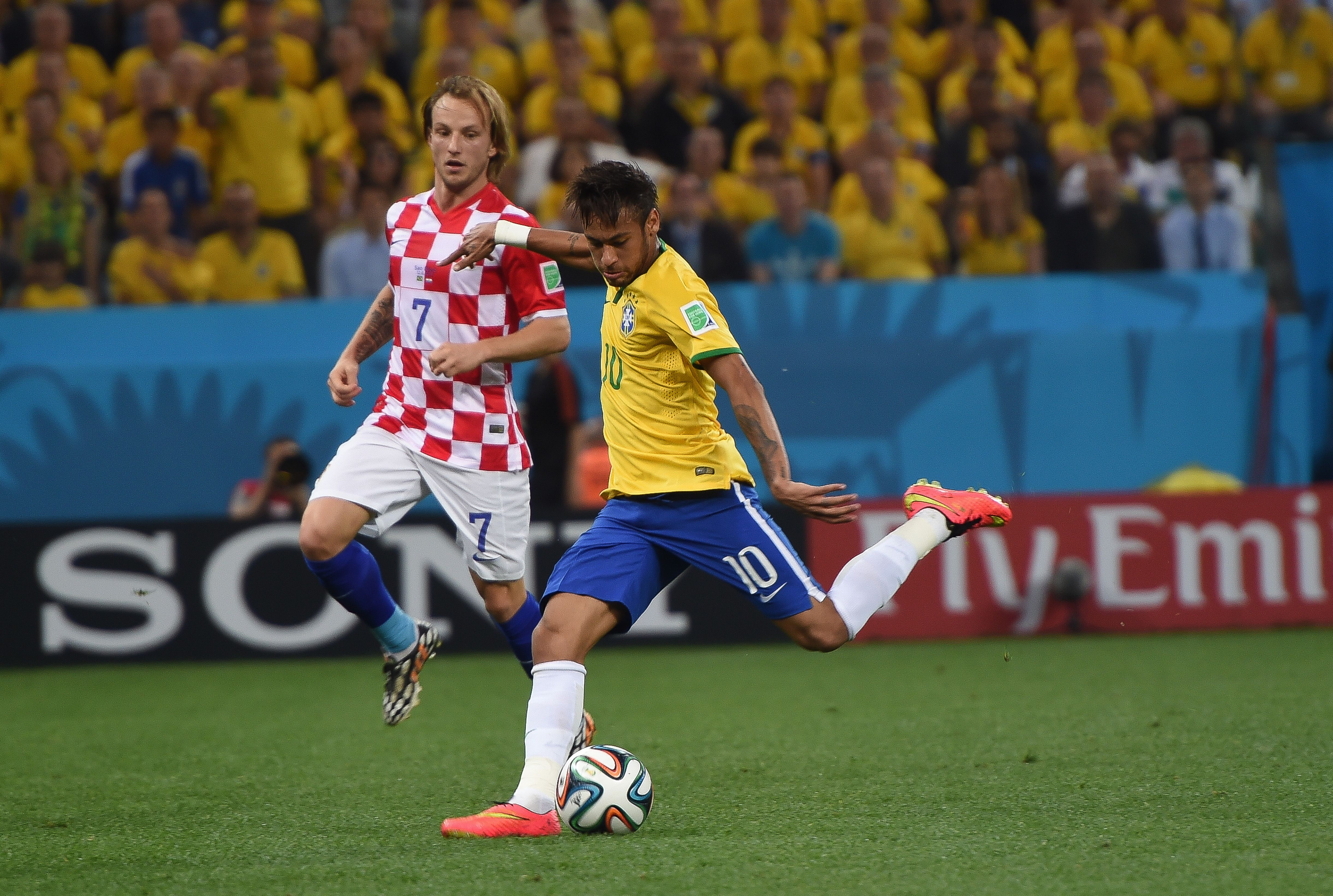
Rakitić (links) in de openingswedstrijd tegen Brazilië op het WK 2014.

Kroatië wist zich niet te kwalificeren voor het wereldkampioenschap voetbal 2010, maar plaatste zich twee jaar later wel voor het EK in Polen en Oekraïne. In de groepsfase werd Rakitić tegen zowel Ierland als Italië uitgespeeld als rechtsbuiten. In het derde duel, tegen Spanje, werd hij centraal op het middenveld geposteerd. Kroatië werd derde in groep C, net achter Spanje en Italië, de twee latere finalisten.

### WK 2014
Rakitić werd in mei 2014 door bondscoach Niko Kovač opgenomen in de Kroatische selectie voor het wereldkampioenschap voetbal in Brazilië. In de groepsfase speelde hij elke wedstrijd en vormde hij centraal op het middenveld een duo met Luka Modrić. Kroatië verloor in de openingswedstrijd van het toernooi met 3-1 van gastland Brazilië, maar won nadien zelf met 4-0 van Kameroen. In de laatste wedstrijd gingen Rakitić en zijn ploegmaats met 1-3 onderuit tegen Mexico, dat samen met Brazilië doorstootte naar de tweede ronde. Rakitić was in het laatste duel goed voor een assist.

### EK 2016
Zijn zeventigste wedstrijd voor de Vatreni speelde hij tegen de Noren op 28 maart 2015 voor de EK-kwalificatiecyclus. Hij werd opgeroepen in mei 2015 door de Kroatische bondscoach voor de vriendschappelijke wedstrijd tegen Gibraltar en de EK-kwalificatiewedstrijd tegen Italië op respectievelijk 7 juni en 12 juni 2015. Tegen Gibraltar kwam hij niet in actie en tegen de Italianen speelde hij de volle negentig minuten. Rakitić speelde vanaf juni 2015 elke wedstrijd mee tot en met einde van de EK-kwalificatiecyclus. In de voorlaatste EK-kwalificatie tegen de Bulgaren scoorde Rakitić zijn tiende goal voor zijn land. Voor de vriendschappelijke wedstrijd tegen Rusland op 17 november moest hij afhaken wegens een blessure. Rakitić werd opgenomen in de definitieve selectie van Kroatië voor het Europees kampioenschap in Frankrijk. Kroatië werd op 26 juni in de achtste finale tegen Portugal uitgeschakeld na een doelpunt van Ricardo Quaresma in de verlenging.

### WK 2018
Op 4 juni 2018 werd bekendgemaakt dat Zlatko Dalić Rakitić opnam in de Kroatische selectie voor het WK 2018 in Rusland. Kroatië zat in de groepsfase in een groep met Nigeria, Argentinië en IJsland. Elke wedstrijd werd in de groepsfase gewonnen en in het duel met Argentinië maakte Rakitić de 2–0 bij een 3–0 zege. In de achtste finale tegen Denemarken en in de kwartfinale tegen Rusland won Kroatië na een strafschoppenserie. In beide gevallen benutte Rakitić de winnende penalty. In de halve finale werd Engeland na een verlenging met 2–1 verslagen, waardoor Kroatië voor het eerst in de geschiedenis de eindstrijd van een WK bereikte. In deze finale bleek Frankrijk echter met 4–2 te sterk. Rakitić miste op dit toernooi alleen minuten in de laatste groepswedstrijd, tegen IJsland.
Op 21 september 2020 werd bekendgemaakt dat Rakitić niet meer uit zou komen voor het Kroatisch elftal, nadat hij in slechts twee van de voorgaande tien wedstrijden voor Kroatië in actie kwam. Rakitić speelde in totaal 106 duels voor Kroatië en kwam hierin 15 keer tot scoren. Alleen Darijo Srna, Luka Modrić en Stipe Pletikosa speelden meer duels voor Kroatië en Rakitić stond op de negende plaats in de all-time topscorersranglijst van Kroatië.

## Erelijst
| Competitie                   | Aantal   | Jaren                              |
| FC Basel                     | FC Basel | FC Basel                           |
| ---------------------------- | -------- | ---------------------------------- |
| Schweizer Cup                | 1x       | 2006/07                            |
| Sevilla                      |          |                                    |
| UEFA Europa League           | 2x       | 2013/14, 2022/23                   |
| UEFA–CONMEBOL Club Challenge | 1x       | 2023                               |
| FC Barcelona                 |          |                                    |
| FIFA Club World Cup          | 1x       | 2015                               |
| UEFA Champions League        | 1x       | 2014/15                            |
| UEFA Super Cup               | 1x       | 2015                               |
| Primera División             | 4x       | 2014/15, 2015/16, 2017/18, 2018/19 |
| Copa del Rey                 | 4x       | 2014/15, 2015/16, 2016/17, 2017/18 |
| Supercopa de España          | 2x       | 2016, 2018                         |

| Competitie                  | Winnaar | Winnaar | Runner-up | Runner-up | Derde   | Derde   |
| Competitie                  | Aantal  | Jaren   | Aantal    | Jaren     | Aantal  | Jaren   |
| Kroatië                     | Kroatië | Kroatië | Kroatië   | Kroatië   | Kroatië | Kroatië |
| --------------------------- | ------- | ------- | --------- | --------- | ------- | ------- |
| Wereldkampioenschap voetbal |         |         | 1x        | 2018      |         |         |